# Carlos Alberto Gonçalves
Carlos Alberto Silva Gonçalves (20 de outubro de 1961) é um deputado e político português. Foi deputado à Assembleia da República pelo Partido Social Democrata entre 2002 e 2022. Possui uma licenciatura em Geografia e D.E.A. Pluridisciplinar em Geografia, Sociologia e Agronomia (Diplôme d'Études Approfondies - Université Paris X).